# Битка при Щатлон
Битката при Щатлон (Stadtlohn) се състои на 6 август 1623 г. в района Вестфалия (Германия) на десетина километра от границата с Обединените провинции на Нидерландия. Тя е част от Тридесетгодишната война, последна от Чешко-пфалцкия етап и е решителна за съдбата на пфалцкия курфюрст Фридрих V, водач на протестантите в тяхната борба с крайния католик – император Фердинанд ІІ.
От едната страна стоят 15 000 протестанти начело с Кристиан от Брауншвайг, от другата – 20 000 католици, водени от опитния и непобеден граф Йохан Церклас фон Тили. Резултатът е категорична победа на Тили, което довежда до прекратяването на всякаква съпротива срещу императора.

## Ход на битката
Херцог Кристиан от Брауншвайг се включва във войната през 1621 г., след което с помощта на наемници, платени от Англия съставя армия от около 15 000 души. През 1622 г. той и другият протестантски генерал Ернст фон Мансфелд постигат някои успехи. Окуражени, те подновяват действията си през лятото на 1623 г. Брауншвайг тръгва към страните от Долносаксонския имперски окръг с надеждата да получи подкрепления от тях, но походът му е открит от Тили. Решен да не допусне сливането на двете протестантски армии, той започва преследване. След едномесечни маневри по-дисциплинираната армия на Тили настига протестантите и им попречва да се спасят в Нидерландия. Кристиан заема хълм край градчето Щатлон, където войниците му отбиват първите имперски атаки. Надъхвани от генерала си католическите войски се втурват все по-ожесточено напред, След двучасов бой фланговете на Брауншвайг, на които се намира конницата, са разбити и панически отстъпват. Общият дух на протестантската армия спада, центърът също опитва да побегне, но голямо блато в тила му попречва. Така хиляди войници се оказват обградени и безжалостно избити или пленени. В плен падат и двама от херцозите на Ваймар. Каква е точната цифра е спорен въпрос, но повечето източници са съгласни, че оцеляват само две хиляди протестантски бойци. Между тях е и унизеният им командир.
Щом разбира за поражението, Мансфелд се отказва от съпротивата и също се изтегля на нидерландска територия. Фридрих V опитва да сключи примирие с Фердинанд ІІ, но не успява и трябва да напусне родните си земи, както и Свещената римска империя изобщо. С това приключва неговото лидерство на протестантския свят.

## Последици
Поражението стимулира създаването на мощен антихабсбургски съюз от Франция, Англия, Обединените провинции, Дания, Швеция, Бранденбург, Савоя и Венеция. Това обаче е крехка структура, която така и не съумява да действа ефективно. Инициативата за подновяване на войната поема датският крал Кристиан ІV, който през 1625 г. урежда субсидии от страна на Франция и Нидерландия и така започва Датския период на Тридесетгодишната война.